# Povoado

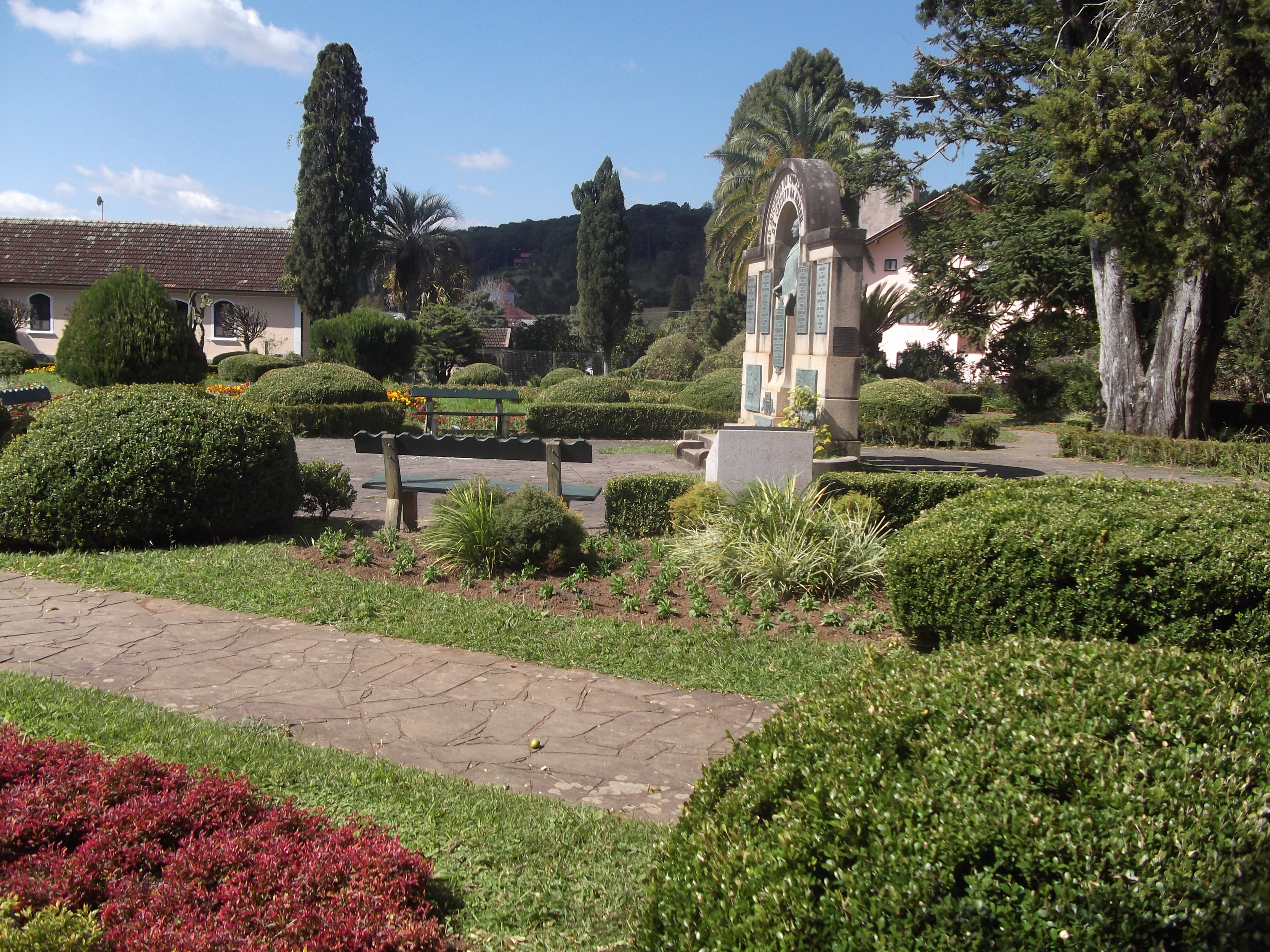
Praça Theodor Amstad de Linha Imperial, povoado rural em Nova Petrópolis, no Brasil.

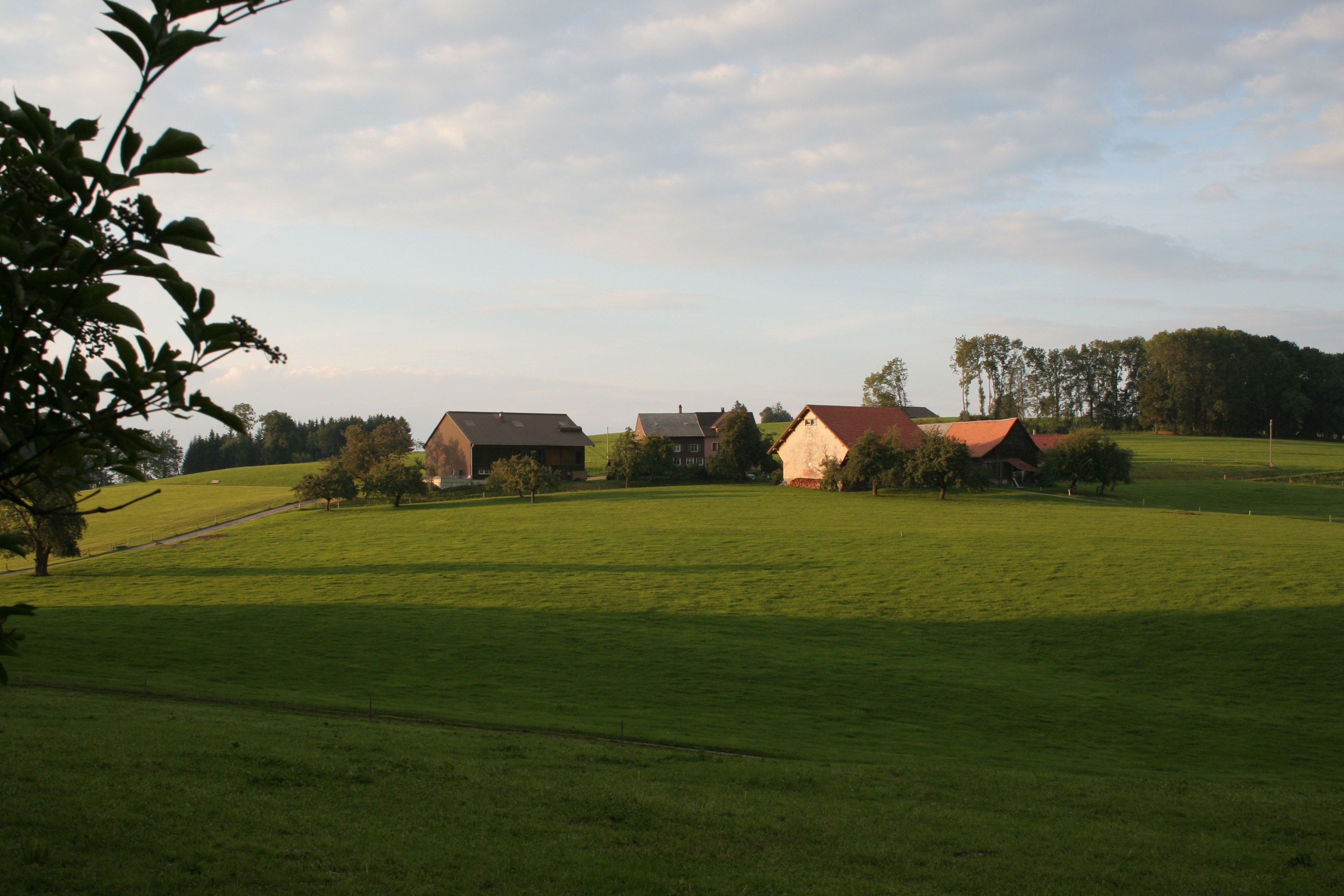
O povoado de Oberwil, em Waldkirch, na Suíça.

Um povoado, lugar, lugarejo, vilarejo, povoação, aldeola, casal ou povo é um assentamento humano constituído por poucas casas, ou seja, de pequenas proporções. É geralmente rural e demasiado pequeno para ser considerado uma aldeia, embora por vezes o termo é usado para um tipo diferente de comunidade.

## Brasil
No Brasil, a definição de Povoado é dada pelo Instituto Brasileiro de Geografia e Estatística, são enquadrados como "Aglomerados Rurais Isolados" locais que apresenta características de aglomerado rural e está situada a uma distância igual ou superior a um quilômetro da área urbana de uma cidade ou vila, ou de um aglomerado rural já definido como extensão urbana.
- Povoado – Possui ao menos um estabelecimento comercial e dois dos seguintes serviços ou equipamentos: uma escola de ensino fundamental (1º ao 9º ano) em funcionamento regular, um posto de saúde com atendimento regular, e um templo religioso de qualquer credo para atender moradores de aglomerados e/ou áreas rurais próximas. Trata-se de um aglomerado sem caráter privado ou empresarial, não vinculado a um único proprietário do solo, onde os moradores exercem atividades econômicas primárias, terciárias ou, mesmo secundárias, na própria localidade ou fora dela.
- Lugarejo – Não possui caráter privado ou empresarial, não dispõe, no todo ou em parte, dos serviços ou equipamentos mencionados para o povoado.
- Núcleo – Possui caráter privado ou empresarial e vinculada a um único proprietário do solo (empresas agrícolas, indústrias, usinas, etc.).

Nota: No Brasil definição de "Aldeia", corresponde unicamente as aldeias indígenas.

## Estados Unidos da América
Ambos são maneiras de classificar as localidades da zona rural e, portanto, não podem ser considerados bairros (localidades urbanas). Também não se enquadram nestas definições os vilarejos rurais que são sedes de Distritos.

### Nova Iorque
Em Nova Iorque, "hamlets" são assentamentos humanos sem personalidade jurídica dentro de vilas. Os povoados em Nova Iorque geralmente não são pessoas jurídicas e não têm qualquer funcionário do governo local ou limites. A sua proximidade local, no entanto será frequentemente notada na sinalização rodoviária.
Um povoado geralmente depende da cidade que a contém para serviços municipais e do governo. Um povoado poderia ser descrito como as zonas rurais ou suburbanas equivalente a um bairro de uma cidade ou aldeia. A área de um povoado pode não ser exatamente definida e pode simplesmente ser contida dentro do código postal do seu correio, ou pode ser definida pela sua escola ou bombeiro do distrito.
Alguns povoados próximos às áreas urbanas são, por vezes, contínuos com as suas cidades e parecem ser bairros, mas eles ainda estão sob a jurisdição da vila. Alguns povoados - por exemplo, Hauppauge, com uma população de mais de 20.000 habitantes - são muito mais populosas do que algumas cidades incorporadas no estado.

### Oregon
No Oregon, especificamente no Condado de Clackamas, "hamlet" é uma forma de governo local para as pequenas comunidades, o que permite que aos seus cidadãos, organizar e coordenar as atividades da comunidade. Os povoados não prestam serviços, tais como serviços públicos ou de protecção contra incêndios, e não têm autoridade para cobrar impostos ou taxas. O primeiro povoado a ser criado no Oregon foi o Hamlet de Beavercreek, que foi organizado como um povoado em 2006.

## Canadá
Em muitas províncias do Canadá, existem oficialmente designados municípios geralmente menor do que aldeias, classificados como "hamlets". Os povoados geralmente são pequenas comunidades situadas em áreas remotas, como o Cabo Dorset em Nunavut, e Enterprise e Tulita no Territórios do Noroeste. No entanto, todas as províncias conter um número de povoados.
No entanto, em Alberta, são assentamentos humanos sem personalidade jurídica, como em Nova Iorque. Sherwood Park (Alberta), que tem uma população de mais de 50.000 habitantes, muito superior ao necessário para a que tem estatuto de cidade, todavia retidos os estatutos de povoado. Fort McMurray (Alberta) costumava ser uma cidade, mas agora foi amalgamado na Municipalidade Regional de Wood Buffalo, tornando-se um povoado. Os povoados são sempre sem personalidade jurídica, com excepção dos territórios do norte do Canadá, onde são municípios incorporados.

## Portugal
Em Portugal, existe oficialmente como uma divisão administrativa. Segundo o Instituto Nacional de Estatística (INE), lugar é um aglomerado populacional com dez ou mais alojamentos destinados à habitação de pessoas e com uma designação própria, independentemente de pertencer a uma ou mais freguesias. Geralmente, integram-se na aldeia mais próxima.

## França
Na França, o povoado ou hameau é uma vila com uma população menor.

## Paquistão
Em urdu uma área rural é equivalente a um lugarejo chamado "dhok" ڈھوک. No Paquistão, geralmente em Punjab, as pequenas aldeias são uma área residencial, separadas das outras áreas por terras e campos.

## Índia
Em algumas zonas rurais da Índia esses são os chamados "faliya", sobretudo em áreas de Jhabua.[carece de fontes?] e "Dhani" na parte Noroeste da Índia.